# São Jorge (Cap-Vert)
Pour les articles homonymes, voir São Jorge.
São Jorge est un village du Cap-Vert au nord de l’île de Fogo. Il est administrativement rattaché à São Lourenço et à la municipalité de São Filipe.